# Cargadero de La Maruca
El cargadero de La Maruca es un cargadero ferroviario situada en el municipio español de Avilés, en el Principado de Asturias. Forma parte de las redes de vía estrecha y de ancho ibérico titularidad de Adif. Cumple funciones logísticas, facilitando el transporte combinado por ambas redes. No tiene servicios de viajeros. 

## Situación ferroviaria
Se encuentra en el punto kilométrico 291,12 de la línea férrea de ancho métrico que une Ferrol con Gijón a 3 metros de altitud, y en el punto kilométrico 19,4 de la línea Villabona de Asturias-San Juan de Nieva. El tramo de ambas líneas es de vía única electrificada. Se encuentra entre la estación de Avilés y las estaciones de San Juan de Nieva, en la línea de ancho ibérico, y Cristalería, de ancho métrico.
De La Maruca parte la línea 758 de ancho métrico que accede al Puerto de Avilés.
La gestión del servicio de ancho métrico estaba en manos de FEVE hasta que en 2013 las instalaciones fueron atribuidas a Adif. 